# Estación Berraondo
Berraondo es una estación ferroviaria ubicada en el paraje del mismo nombre, Partido de Tornquist, Provincia de Buenos Aires, Argentina.
Fue habilitada por el Ferrocarril Bahía Blanca al Noroeste en el año 1891, siendo parte de las primeras de este ramal. El nombre se impuso en homenaje al hacendado Martín Berraondo, quien era propietario de grandes extensiones de tierra en el lugar y donó el terreno en el que se construyó la estación.
La estación Berraondo se encuentra a metros de la actual Ruta Nacional 35 en el km 61 de la misma. 
La estación dejó de funcionar entre los años 1957 y 1958, cuando se clausuró el tramo entre Nueva Roma y Villa Iris.

## Servicios
Es una estación del ramal perteneciente al Ferrocarril General Roca, desde la Estación Nueva Roma hasta la Estación Toay.
No presta servicios de pasajeros, ni de cargas.